# Cavaliere
Cavaliere, svenskt textilföretag med huvudkontor i Borås.
Cavaliere grundades som Tex Trading AB 1973 och heter Cavaliere AB sedan 1989. Företaget ägs av familjen Frick och tillverkar olika kläder, främst kostymer. Cavaliere har som kostymleverantör profilerat sig som leverantör till svenska idrottslandslag, bland annat fotbollslandslaget. Produktionen sker i Tjeckien och man levererar 60 000 kostymer per år och omsatte 53,7 miljoner kronor år 2010. Exportmarknader är övriga Norden, Baltikum, Polen och Ryssland.